# Ассамштадт
Ассамштадт (нім. Assamstadt) — громада в Німеччині, знаходиться в землі Баден-Вюртемберг. Підпорядковується адміністративному округу Штутгарт. Входить до складу району Майн-Таубер.
Площа — 17,20 км2. Населення становить 2240 ос. (станом на 31 грудня 2020).